# Godohou
Godohou est un arrondissement du département de Couffo au Bénin.

## Administration
Godohou fait partie des sept arrondissements que compte la commune d'Aplahoué dont: Aplahoué, Atomè, Azovè,Dekpo, Kissamey et Lonkly. Cet arrondissement compte 14 villages.

## Population
Selon le recensement général de la population et de l'habitation (RGPH4) de l'institut national de la statistique et de l'analyse économique (INSAE) au Bénin en 2013, la population de Godohou s'élève à 21 973 habitants.
| Indicateur           | 2013   |
| -------------------- | ------ |
| Nombre de ménages    | 3 208  |
| Population féminine  | 10 011 |
| Population masculine | 8 656  |
| Population totale    | 18 667 |

## Galerie de photos

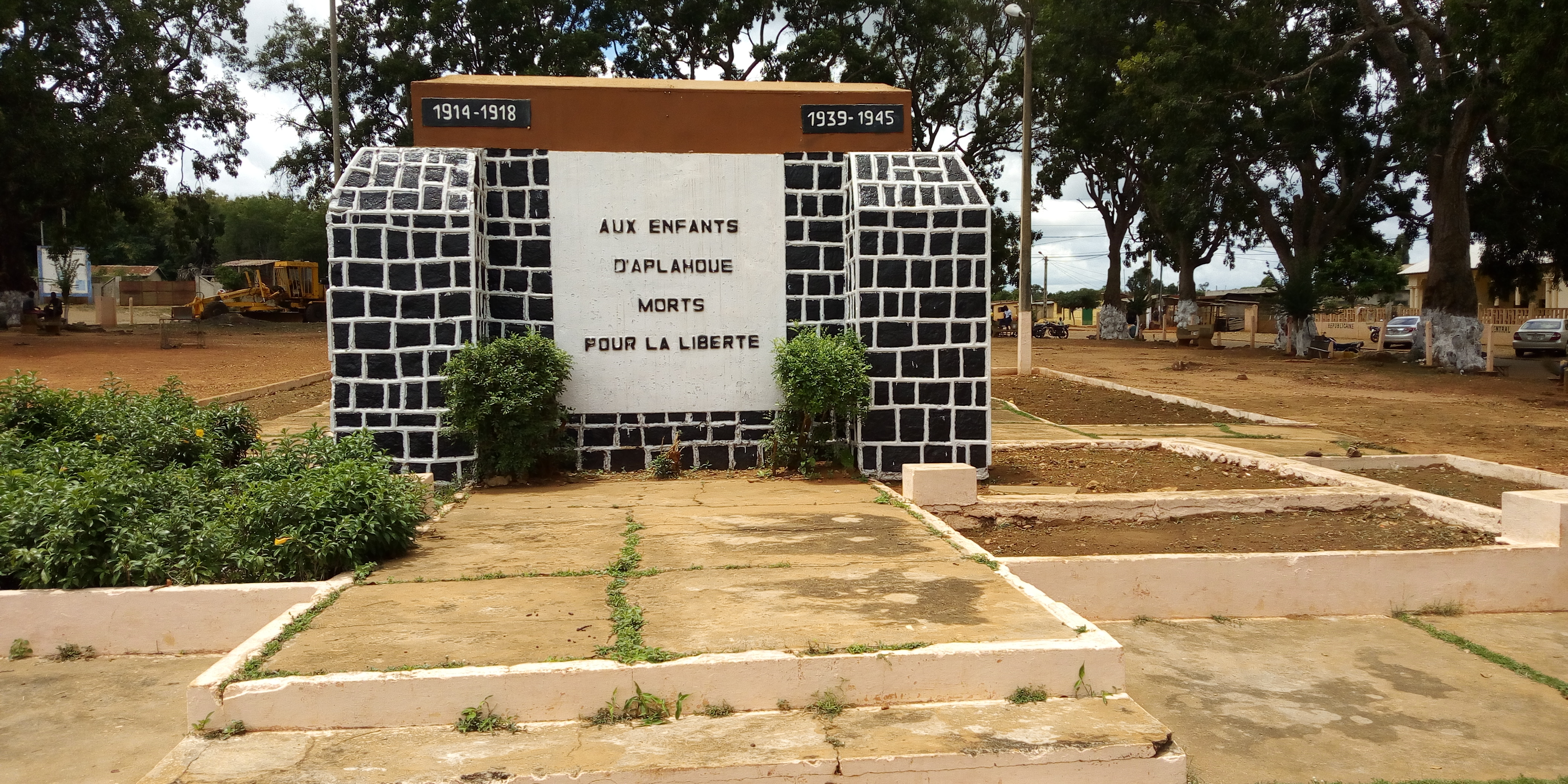
Place publique monuments aux morts à Aplahoué (Bénin)
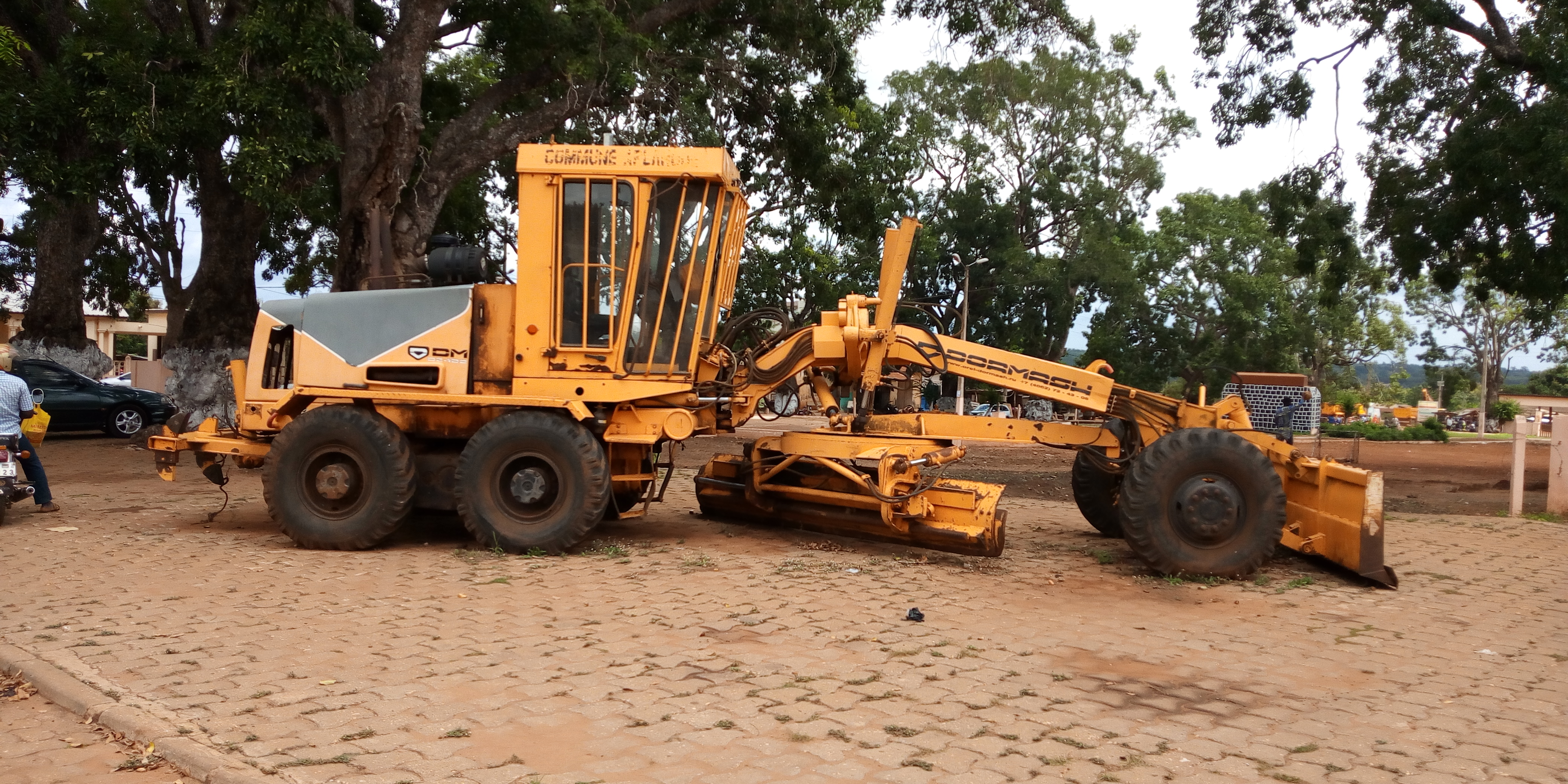
Une épave de caterpillar abandonnée sur un espace public à Aplahoué.
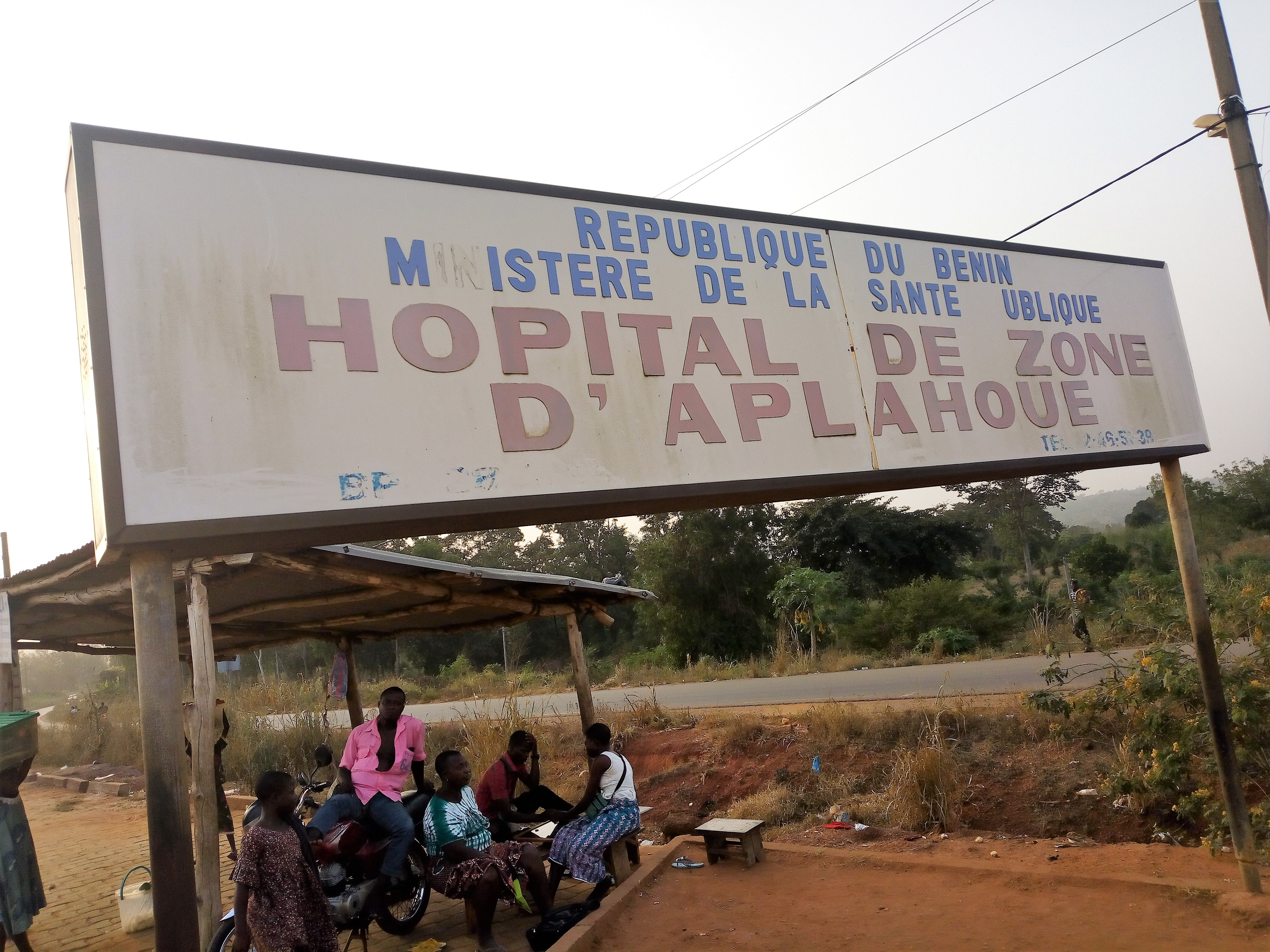
Hôpital de zone d'Aplahoué au Bénin